# Maria Tulis-Oswald
Maria Tulis-Oswald (* 1978) ist eine deutsche Psychologin, die als assoziierte Professorin im Department Psychologie der Paris Lodron Universität in Salzburg, Österreich, arbeitet und dort die Arbeitsgruppe Bildungspsychologie leitet. Sie erforscht insbesondere individuelle und Kontextbedingungen für den adaptiven Umgang mit Misserfolg und Fehlern beim Lernen. Weitere Arbeitsschwerpunkte sind die Psychologiedidaktik, motivationale und emotionale Selbstregulation, Resilienz sowie für das Lernen hilfreiche Orientierungen und Überzeugungen (z. B. das sogenannte Growth Mindset und die Bewertung von Herausforderungen). In ihrer Arbeit entwickelt sie auch Lernumgebungen, die günstige Überzeugungen und persönliches Wachstum fördern können.

## Werdegang und Arbeitsschwerpunkte
Maria Tulis-Oswald studierte Psychologie an der Universität Wien, wo sie 2005 das Diplom ablegte. Im Jahr 2010 wurde sie an der Universität Bayreuth mit einer Arbeit zum mathematischen Lernen promoviert. Die Habilitation in Psychologie erfolgte im Jahr 2023. Daneben ist Maria Tulis-Oswald ausgebildete Lehrerin für die Fächer Mathematik und Philosophie/Psychologie/Pädagogik sowie Elementarpädagogin (Kindergärtnerin und Horterzieherin).
Von 2005 an arbeitete Maria Tulis-Oswald als Doktorandin an der Universität Bayreuth. Von 2010 bis 2017 war sie am Fachbereich Psychologie der Universität Augsburg beschäftigt. Zwischen 2016 und 2018 war sie Vertretungs- und Gastprofessorin an der Pädagogischen Hochschule Weingarten und der Fakultät für Psychologie an der Universität Wien. Seit 2017 arbeitet sie als Postdoktorandin am Department für Psychologie der Universität Salzburg, wo sie die Arbeitsgruppe Bildungspsychologie leitet.
Maria Tulis-Oswalds Arbeitsgebiete liegen an den Schnittstellen von pädagogisch-psychologischen, psychologiedidaktischen und hochschuldidaktischen Fragestellungen zum wirksamen schulischen und hochschulischen Lernen. Im Anschluss an Inge Seiffge-Krenkes Überlegungen aus den 1980er Jahren erforscht sie in der Psychologiedidaktik die Nutzung von alltags- oder laienpsychologischen Vorstellungen als Lerngelegenheiten und die Bedingungen für Konzeptwandel von Alltagsvorstellungen zu wissenschaftlichen Konzepten, mit einem Fokus auf der Nutzung von Fehlvorstellungen für Lernprozesse. In der Pädagogischen Psychologie liegt ein besonderer Schwerpunkt auf dem Einfluss positiver Überzeugungen und Einstellungen zu Fehlern auf das Lernen und einem lernförderlichen Umgang mit Fehlern und Misserfolg. Generell spielen Selbstregulationsprozesse während des Lernens, motivationale Orientierungen wie z. B. Zielorientierungen und positive Überzeugungen/Einstellungen gegenüber Fehlern und Resilienz im Zusammenspiel von motivationalen Prozessen, emotionalem Erleben und Metakognitionen in ihrer Forschung eine große Rolle. Im Rahmen von Hochschuldidaktik und Lehrerbildung beschäftigt sich Maria Tulis-Oswald auch mit nachhaltiger Bildung und Fragen der Digitalisierung bzw. von Künstlicher Intelligenz in der Bildung.
Maria Tulis-Oswald ist Mitherausgeberin der Zeitschrift Psychology Learning and Teaching (PLAT) und Gastherausgeberin der Zeitschrift für Hochschulentwicklung sowie des British Journal of Educational Psychology.

## Publikationen (Auswahl)

### Monographien und herausgegebene Sammelwerke
- Geiß, P. G. & Tulis, M. (Hrsg.) (2021). Psychologie unterrichten. Fachdidaktische Grundlagen für Deutschland, Österreich und die Schweiz. Opladen: UTB/Barbara Budrich.
- Tulis, M., Poterpin, E. & Lahmer, K. (2024). Psychologie in der Elementarpädagogik. Westermann.

### Artikel
- Tulis, M. & Dresel, M. (2024). Effects on and consequences of responses to errors: results from two experimental studies. British Journal of Educational Psychology. http://dx.doi.org/10.1111/bjep.12686
- Tulis, M., Leen-Thomele, E., Möller, J., Feldhammer-Kahr, M., Paechter, M., & Jonas, E. (2022). Exploring the transition to the digital age in higher education teaching/Die Transformation der Hochschullehre im digitalen Zeitalter. Themenheft Akademische Kultur und Wissenschaftsfreiheit angesichts der Digitalisierung von Lehren und Lernen, Zeitschrift für Hochschulentwicklung, 17(3), 127-147.
- Tulis, M. (2022). Refuting misconceptions in an introductory psychology course for preservice teachers. Psychology Learning and Teaching,  https://doi.org/10.1177/14757257221117833.
- Tulis, M. & Thürmer, L. (2022). General Psychology Motivation. In J. Zumbach, D. A. Bernstein, S. Narciss & P. Marsico (Hrsg.): International Handbook of Psychology Learning and Teaching, S. 151-175. Berlin: Springer.
- Möller, J., Thürmer, L., Tulis., M., Reiss, S., & Jonas, E. (2021). Exploring Higher Education Pathways for Coping with the Threat of COVID-19: Does Parental Academic Background Matter? Frontiers in Psychology, 12, 768334.  http://dx.doi.org/10.3389/fpsyg.2021.768334
- Feldhammer-Kahr, M., Tulis, M., Leen-Thomele, E., Dreisiebner, S., Macher, D., Arendasy, M. & Paechter, M. (2021). It’s a challenge, not a threat: Lecturers’ satisfaction during the Covid-19 summer semester of 2020. Frontiers in Psychology, 12, 638898.  http://dx.doi.org/10.3389/fpsyg.2021.638898
- Steuer, G., Tulis, M. & Dresel, M. (2021). Is dealing with errors in the classroom specific for school subjects? A study of the error climate in mathematics, German and English. European Journal of Psychology of Education.   https://doi.org/10.1007/s10212-020-00525-x
- Tulis, M. (2020). Konzeptverändernde Psychologiedidaktik – Eine Fortführung der Überlegungen von Seiffge-Krenke. In P.G. Geiß & M. Tulis (Hrsg.): Psychologie unterrichten. Fachdidaktische Grundlagen für Deutschland, Österreich und die Schweiz (S. 158-186). Opladen: UTB/Barbara Budrich.
- Tulis, M. (2018). Da ist immer noch Luft drin! Zur Notwendigkeit einer didaktischen Konzeption kognitiver Umstrukturierungsprozesse im Psychologieunterricht.  In M. Krämer, S. Preiser, & K. Brusdeylins (Hrsg.): Psychologiedidaktik und Evaluation XII (S. 27-36). Aachen: Shaker.
- Tulis, M. & Dresel, M. (2018). Emotionales Erleben und dessen Bedeutung für das Lernen aus Fehlern. In G. Hagenauer & T. Hascher (Hrsg.): Emotionen und Emotionsregulation in Schule und Hochschule (S. 73-86). Münster: Waxmann.
- Tulis, M., Reindl, M. & Dresel, M. (2018). Freundschaften im Klassenzimmer und deren Bedeutung für einen adaptiven individuellen Umgang mit Fehlern. Zeitschrift für Entwicklungspsychologie und Pädagogische Psychologie, 50, 44–58. https://doi.org/10.1026/0049-8637/a000186.
- Reindl, M., Tulis, M. & Dresel, M. (2018). Associations between friends, academic emotions and achievement: Individual differences in enjoyment and boredom. Learning and Individual Differences, 62, 164–173. https://doi.org/10.1016/j.lindif.2018.01.017
- Tulis, M., Steuer, G. & Dresel, M. (2017). Positive beliefs about errors as an important element of adaptive individual dealing with errors during academic learning. Educational Psychology, 37, http://dx.doi.org/10.1080/01443410.2017.1384536
- Tulis, M., Steuer, G., & Dresel, M. (2016). Learning from errors: A model of individual processes. Frontline Learning Research, 4(2) Special Issue “New Theories of Motivation and Learning”, 12–26.
- Tulis, M. (2015). Neugier, Ärger oder Angst? Was bewegt Schüler, sich mit ihren Fehlern auseinanderzusetzen? Mathematik lehren, 191, 41–45.
- Tulis, M. (2013). Error management behavior in classrooms: Teachers’ responses to students’ mistakes. Teaching and Teacher Education, 33, 56–68. http://dx.doi.org/10.1016/j.tate.2013.02.003
- Fulmer, S. & Tulis, M. (2013). Changes in interest and affect during a difficult reading task: Relationships with perceived difficulty and reading fluency. Learning and Instruction, 27, 11–20. http://dx.doi.org/10.1016/j.learninstruc.2013.02.001
- Tulis, M. & Ainley, M. (2011). Interest, enjoyment and pride after failure experiences? Predictors of students’ state–emotions after success and failure during learning mathematics. Educational Psychology, 31(7),779–807. http://dx.doi.org/10.1080/01443410.2011.608524
- Tulis, M. & Riemenschneider, I. (2008). Self–concept, subject value and coping with failure in the math classroom – influences on students’ emotions. International Journal of Psychology, 43(3/4), 163. http://dx.doi.org/10.1080/00207594.2008.10108485

## Mitgliedschaften
Maria Tulis-Oswald ist Mitglied in der Österreichischen Gesellschaft für Psychologie (ÖGP) und der Deutschen Gesellschaft für Psychologie e.V. (DGPs), der European Association for Research on Learning and Instruction (EARLI), der Gesellschaft für Empirische Bildungsforschung (GEBF) und Gründungsmitglied des Fachdidaktikforums, eines Zusammenschlusses von Fachdidaktikern aus der Psychologie, Pädagogik und Philosophie der deutschsprachigen Länder, in dem sie außerdem die Gruppe Fachdidaktik Psychologie koordiniert.